# Fauna de los Andes

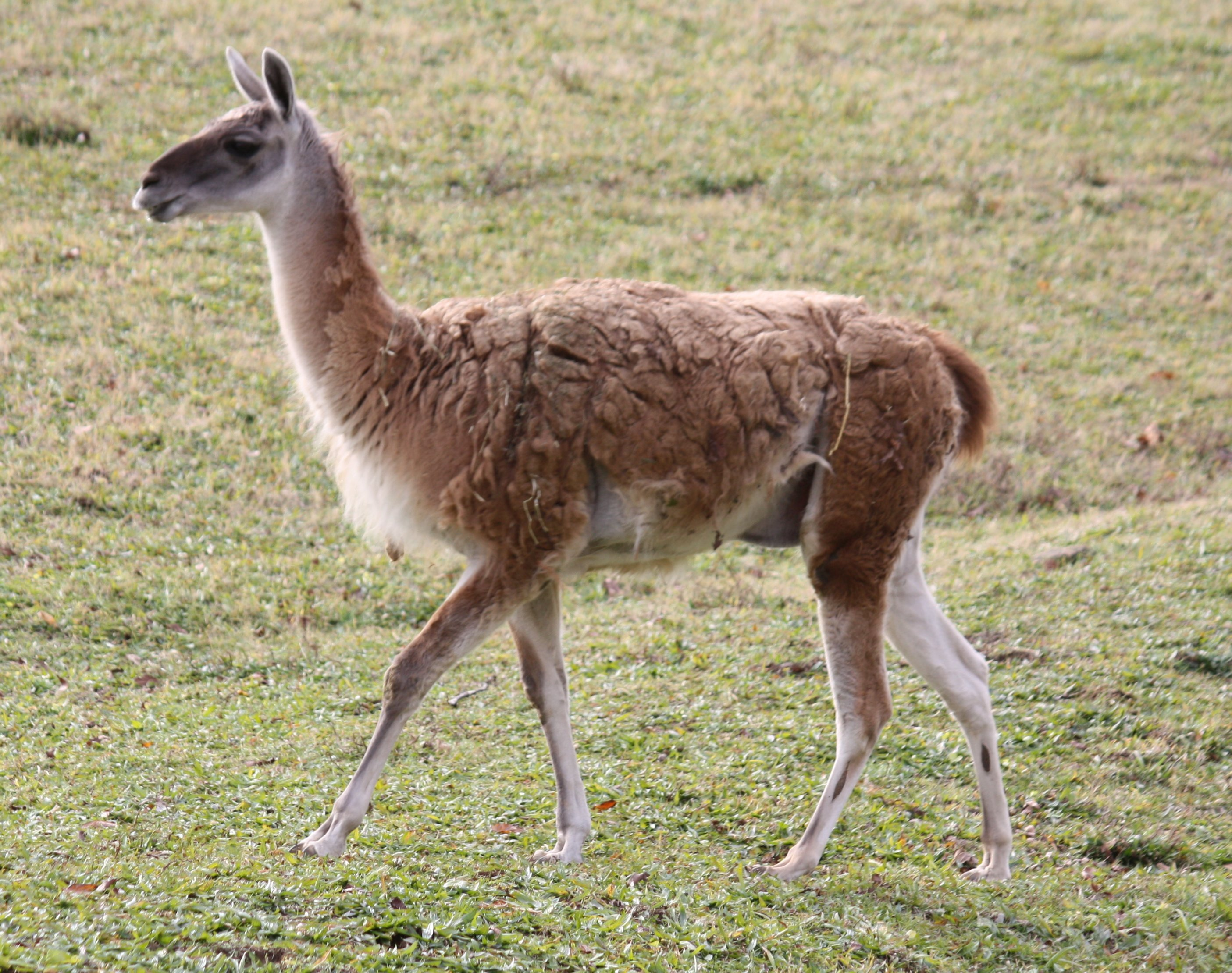
El guanaco silvestre es un pariente cercano de la llama.

La fauna de los Andes, una cadena montañosa de América del Sur, es grande y diversa. Además de una gran variedad de flora, los Andes contienen muchas especies animales diferentes.
Con casi un millar de especies, de las cuales aproximadamente 2/3 son endémicas de la región, los Andes son la región más importante del mundo para los anfibios. La diversidad de animales en los Andes es alta, con casi 600 especies de mamíferos (13% endémicas), más de 1700 especies de aves (aproximadamente 1/3 endémicas), más de 600 especies de reptiles (aproximadamente 45% endémicas) y casi 400 especies de peces (aproximadamente 1/3 endémicas).

## Mamíferos

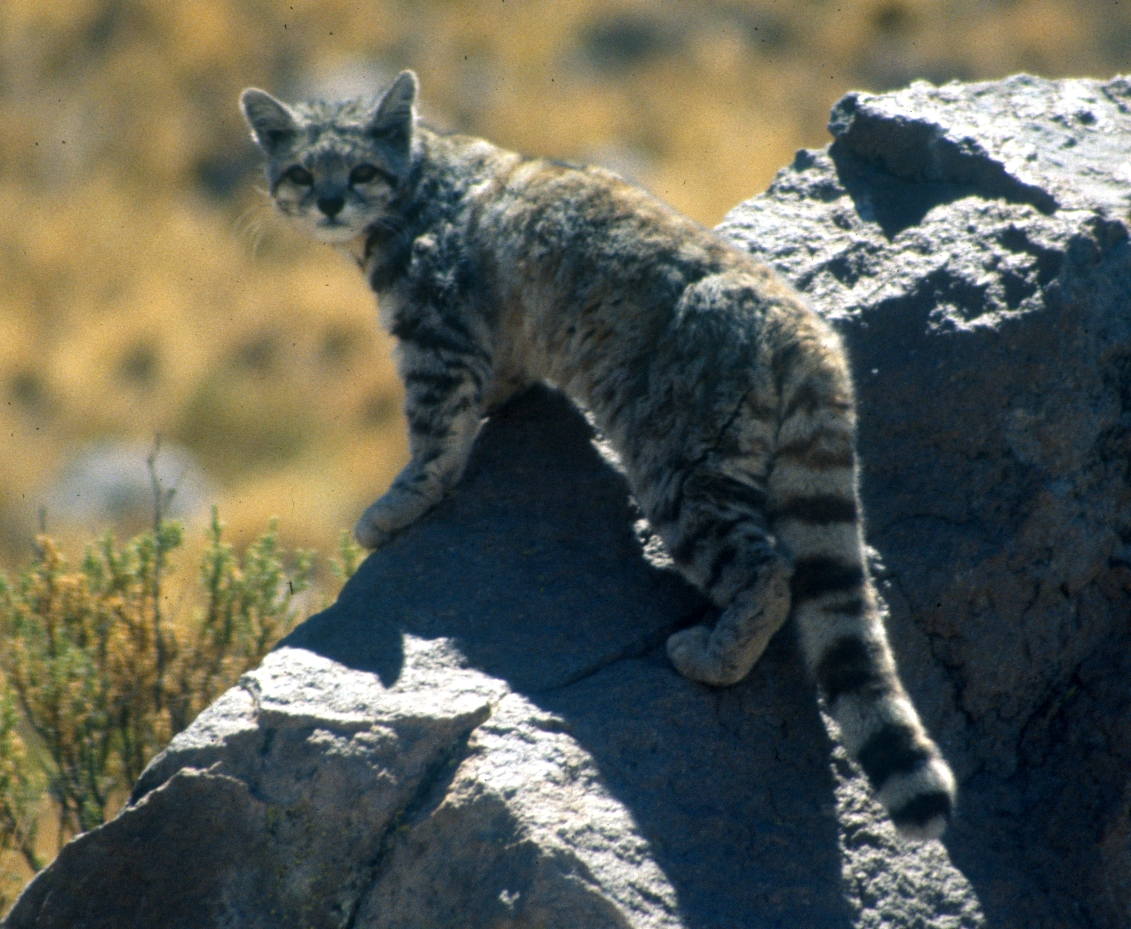
El gato andino rara vez se ve y generalmente no es muy conocido.

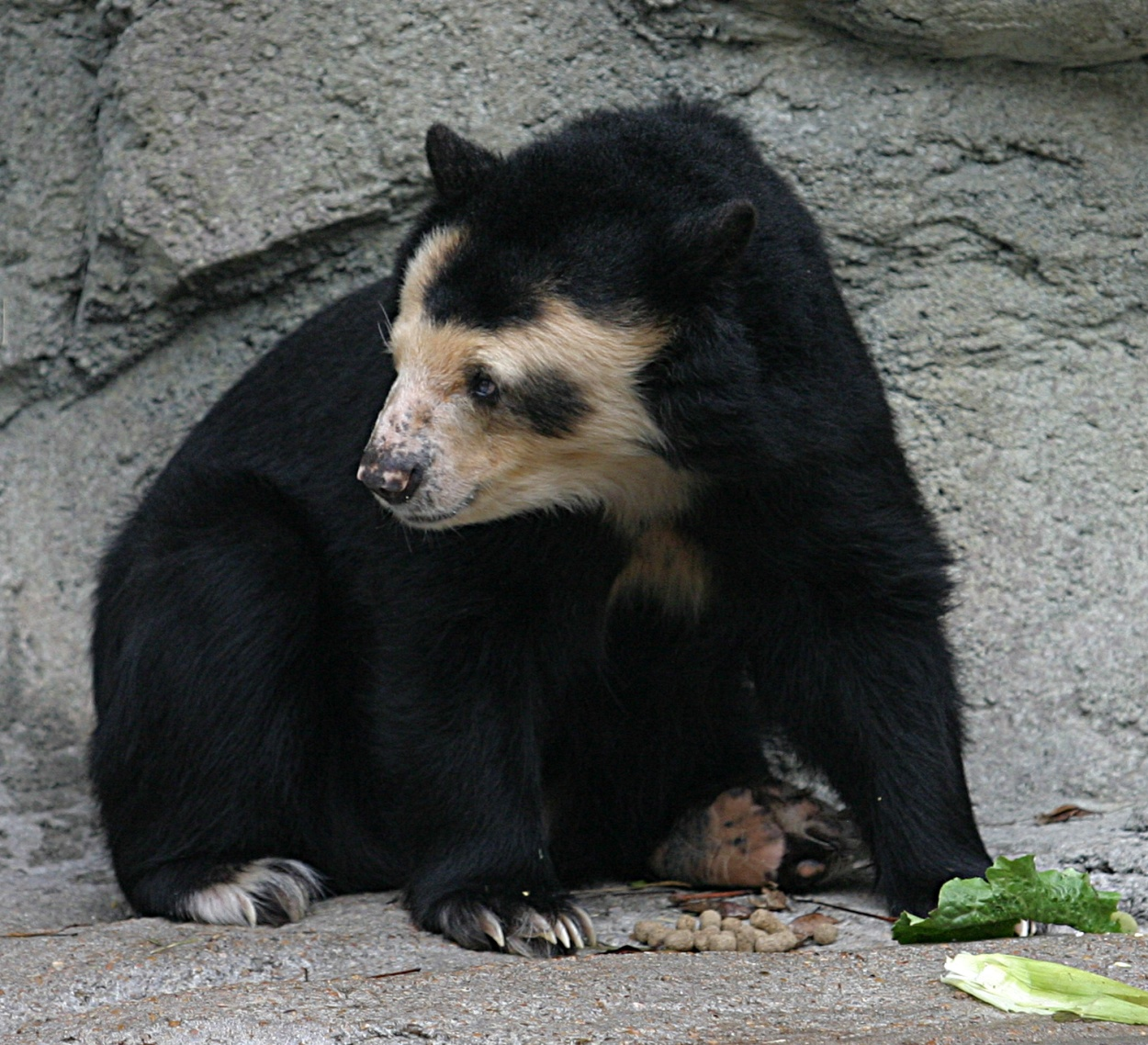
El oso de anteojos es el único oso sudamericano.

La vicuña y el guanaco se pueden encontrar viviendo en el Altiplano, mientras que las estrechamente relacionadas llama y alpaca son domesticadas y mantenidas por los lugareños como animales de carga y por su carne y lana. Los pumas también se encuentran en la región y juegan un papel importante en muchas culturas andinas, junto con la llama. Las chinchillas nocturnas, miembros amenazados del orden de los roedores, habitan las regiones montañosas de los Andes, pero son bien conocidas en cautiverio. Otro animal doméstico que se origina en la región andina es el cuy. Otros mamíferos silvestres que se encuentran en los hábitats relativamente abiertos de los altos Andes incluyen el cérvido huemul y los zorros del género Pseudalopex.
Aunque son muy ricos en flora y fauna, pocos mamíferos grandes se encuentran en los bosques nubosos andinos, incluidos los Yungas y partes del Chocó, con la excepción de los amenazados tapires de montaña, osos de anteojos y monos choro de cola amarilla.

## Aves

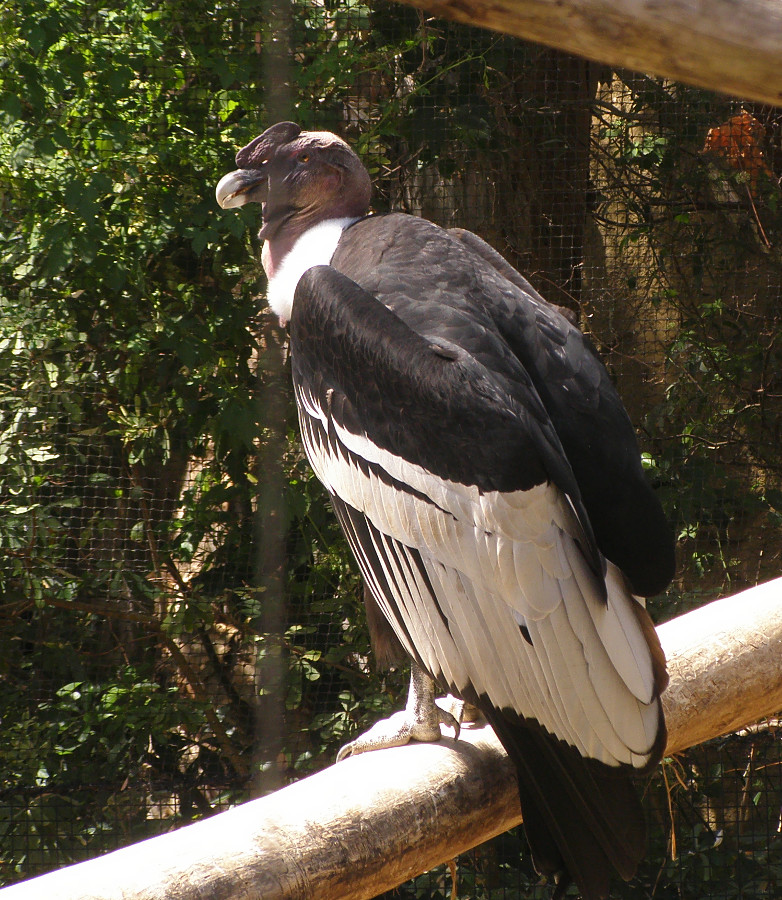
Cóndor andino macho adulto, el ave terrestre voladora más grande de América.

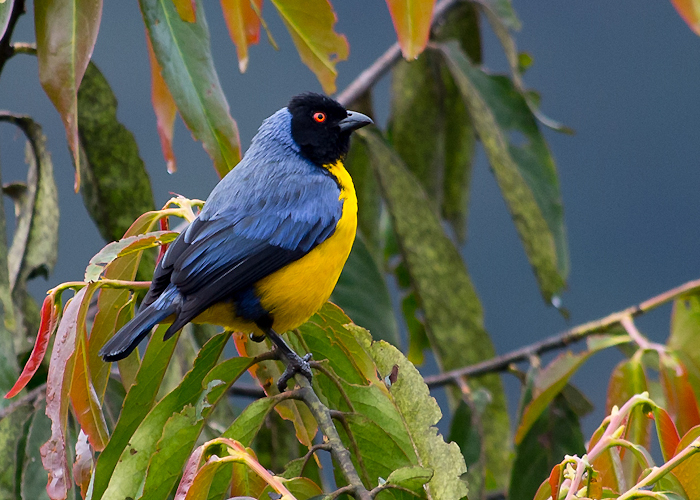
Las coloridas tangaras (en la imagen, una tangara montana) son comunes en los bosques andinos.

El cóndor andino, el ave terrestre voladora más grande del hemisferio occidental, se encuentra en gran parte de los Andes, pero generalmente en densidades muy bajas. Numerosas otras aves se encuentran en hábitats abiertos de los Andes, incluidas ciertas especies de tinamú (notablemente miembros del género Nothoprocta), cauquén, pato torrentero, tagua gigante, flamenco, ñandú, carpintero andino, chorlito cordillerano, mineros, yales y diucas.
Algunas especies de colibríes, en particular del género Oreotrochilus, se pueden ver en altitudes superiores a los 4000 m s. n. m., pero pueden encontrarse diversidades mucho más altas en altitudes más bajas, especialmente en los bosques andinos húmedos (bosques nubosos) que crecen en las laderas de Colombia, Ecuador, Perú, Bolivia y el extremo noroeste de Argentina. Otras aves de los bosques andinos húmedos incluyen los tucanes de montaña, los quetzales y el gallito de las rocas, mientras que comúnmente se ven bandadas de especies mixtas dominadas por tangaras y furnáridos, en contraste con varias especies vocales pero típicamente crípticas de reyezuelos, tapaculos y gralaríidos.
Varias especies, como la remolinera real y el tijeral cejiblanco, están asociadas con los bosques de Polylepis y, en consecuencia, también están amenazadas.

## Animales acuáticos

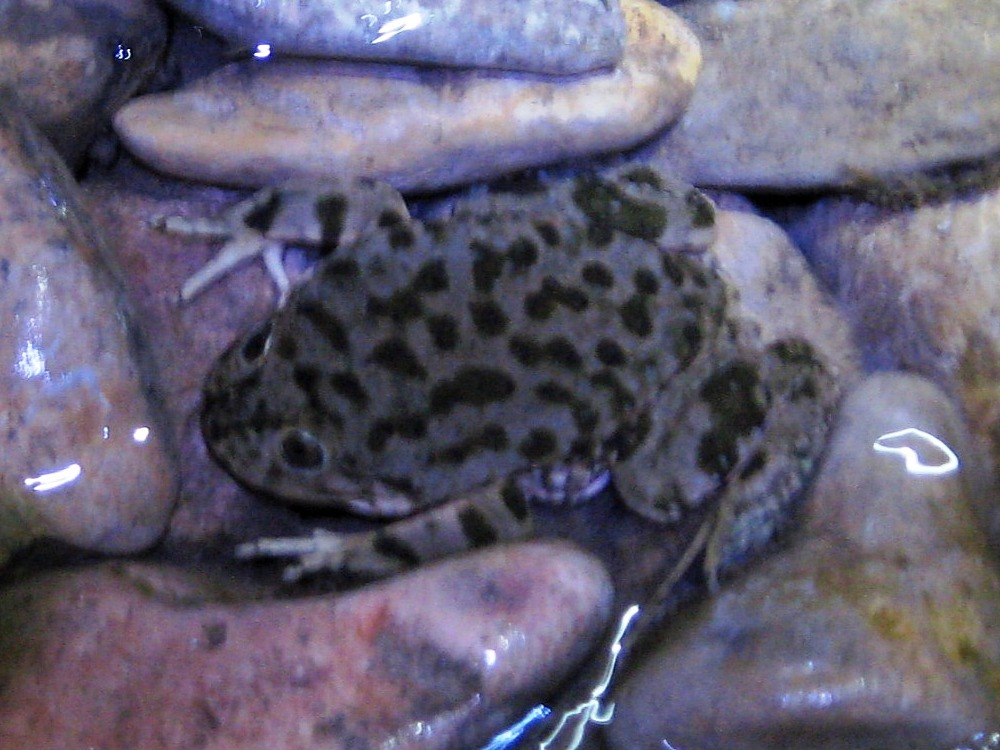
Telmatobius está restringido a los Andes e incluye muchas especies amenazadas (en la foto: T. marmoratus)

Las aves acuáticas son diversas, desde la tagua gigante, el cauquén y otras aves acuáticas en los lagos, el pato torrentero en los ríos rápidos y la avoceta andina y los flamencos en lagos hipersalinos como el Poopó.
El Titicaca es el lago más grande en los Andes y el Junín el mayor dentro del Perú. Cada uno alberga varias especies endémicas amenazadas, incluyendo zampullín del Titicaca y el zampullín de Junín), ranas acuáticas gigantes (rana acuática del Titicaca y rana de Junín) y peces Orestias. Aunque los ríos y arroyos de las estribaciones y las montañas bajas son relativamente ricos en peces, pocos se encuentran en los más altos, que generalmente están dominados por unos pocos géneros de bagres, en particular Astroblepus y Trichomycterus. Hay pocos crustáceos andinos de mayor tamaño, pero los inusuales aéglidos ocurren hasta 3500 m en Argentina, Bolivia y Chile. Además de la contaminación y la pérdida de hábitat, los nativos acuáticos más pequeños de los Andes a menudo se ven amenazados por truchas no nativas introducidas.

## Enlacesexternos
- Esta obra contiene una traducción  derivada de «Fauna of the Andes» de Wikipedia en inglés, publicada por sus editores bajo la Licencia de documentación libre de GNU y la Licencia Creative Commons Atribución-CompartirIgual 4.0 Internacional.

- Datos: Q5438221
- Multimedia: Animals of the Andes / Q5438221